# Aktywny mechanizm różnicowy
Mechanizm różnicowy, umożliwiający aktywne sterowanie rozdziałem momentu obrotowego, przenoszonego na lewe i prawe koło napędzanej osi pojazdu w celu uzyskania lepszych własności jezdnych.
Regulacja momentu obrotowego przenoszonego na każde z kół w aktywnym mechanizmie różnicowym TVD (Torque Vectoring Differential), zastosowanym np. w samochodzie Lexus RC F, dokonywana jest przez dwa sprzęgła wielopłytkowe sterowane przez układ mikroprocesorowy za pomocą silniczków elektrycznych.